# Emphreus pachystoloides
Emphreus pachystoloides är en skalbaggsart som först beskrevs av Lacordaire 1872.  Emphreus pachystoloides ingår i släktet Emphreus och familjen långhorningar.
Artens utbredningsområde är:
- Kenya.
- Malawi.
- Moçambique.
- Zimbabwe.

Inga underarter finns listade i Catalogue of Life.